# Cichowo (województwo wielkopolskie)

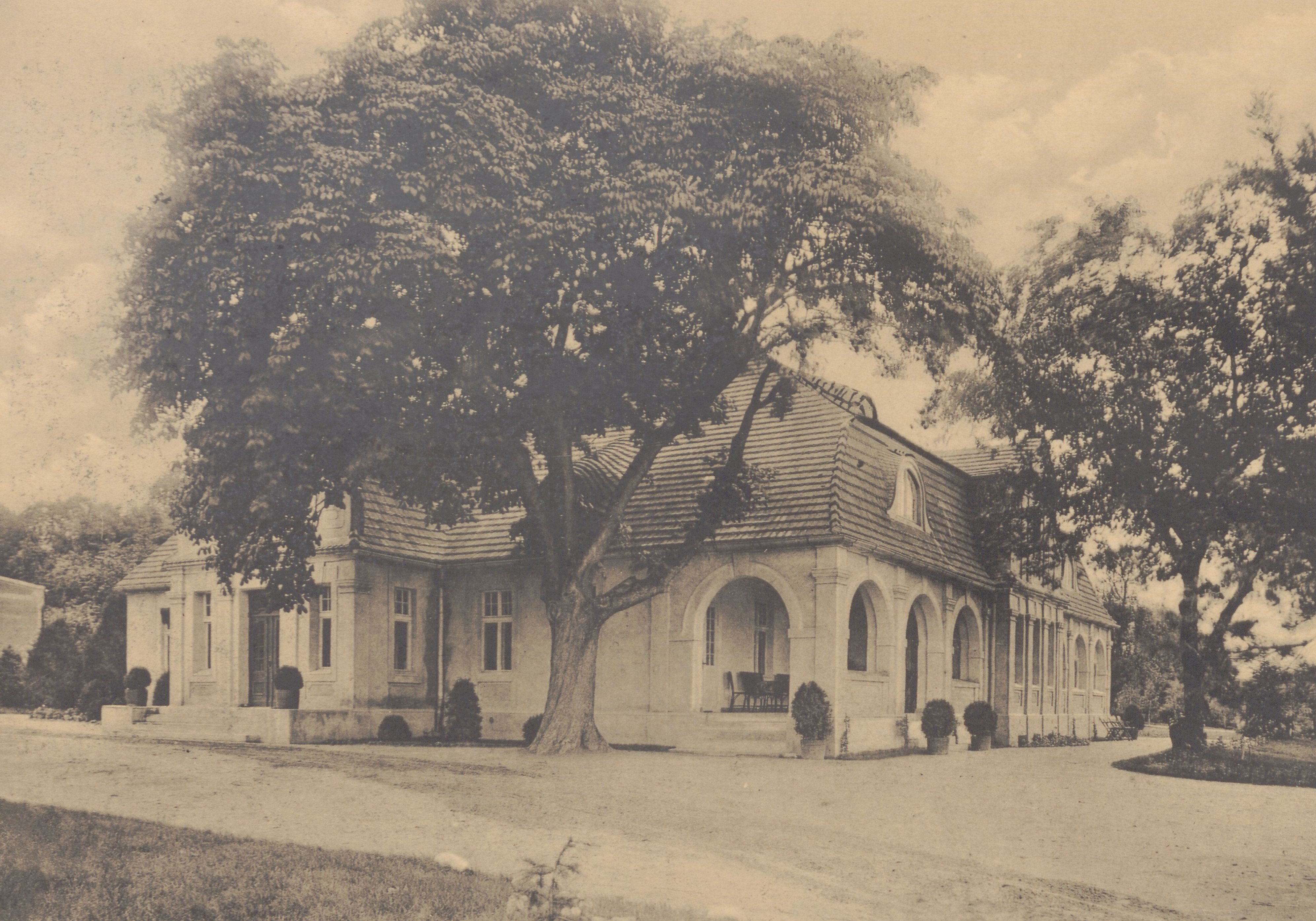
Widok pałacu przed 1912

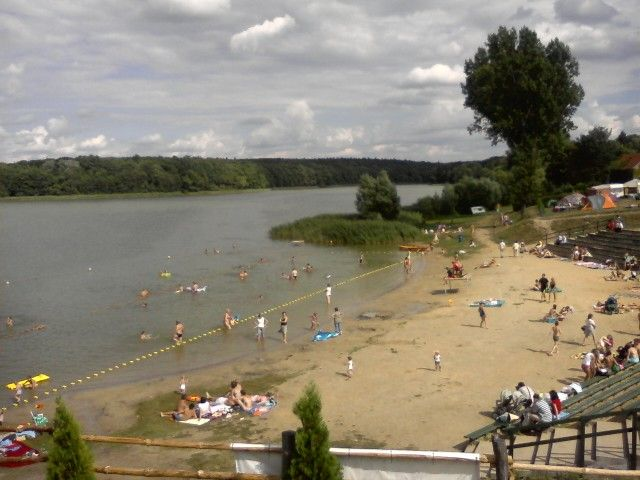
Plaża nad jeziorem Cichowo

Cichowo – wieś w Polsce położona w województwie wielkopolskim, w powiecie kościańskim, w gminie Krzywiń.

## Historia
Miejscowość pierwotnie związana była z Wielkopolską. Istnieje co najmniej od połowy XII wieku. Wymieniona pod datą 1181 w łacińskim falsyfikacie dokumentu z 1230 jako „Cychouo”, 1237 „Cychovo”, 1243 (według kopii z 1443) „Czichowo”, 1258 „Cychov”, 1371 „Czichow”, 1398 „Czichovo”.
Początkowo wieś należała do opola krzywińskiego z siedzibą w Krzywiniu, które było reliktem opola – przedpaństwowej wspólnoty rodowo-terytorialnej, a w późniejszym okresie stało się administracyjnym podokręgiem kasztelanii. Była wsią szlachecką należącą do lokalnej szlachty wielkopolskiej, a później wsią kościelną własnością opactwa benedyktyńskiego w Lubiniu. W 1530 leżała w powiecie kościańskim Korony Królestwa Polskiego. W 1510 leżała w parafii Lubiń.
Pierwsza wzmianka z 1230 mówi o przedśmiertnym nadaniu wsi Cichowo klasztorowi w Lubiniu przez Józefa komesa cichowskiego, który zmarł w początku XIII wieku. Kolejny datowany na 1237 oraz interpolowany w 1243 jest dokumentem wystawionym przez kancelarię księcia wielkopolskiego Władysława Odonicza potwierdzającym posiadłości klasztoru w Lubiniu, wymieniającym m.in. wieś Cichowo nadaną przez komesa Józefa, syna Dobiesława oraz jego krewnych. W 1243 biskup poznański Boguchwał II nadał benedyktynom lubińskim dziesięciny ze wsi należących do klasztoru, a w tym m.in. z Cichowa. W 1246 książę wielkopolski Przemysł I przysądził Cichowo klasztorowi w Lubiniu wbrew pretensjom Krzyszka (łac. „Crisco”) oraz Krystyna, synów Boguszy oraz innych krewnych z Pożegowa i Tworzymirek.
W 1258 ksiązę wielkopolski Bolesław Pobożny zatwierdził rzekomy przywilej księcia wielkopolskiego Władysława III Laskonogiego potwierdzającego dobra klasztoru w Lubiniu i wymieniającego m.in. wieś Cichowo. W 1277 książę wielkopolski Przemysł II uwolnił niektóre wsie benedyktynów lubińskich, w tym również m.in. wieś Cichowo, z opola krzywińskiego postanawiając, aby wsie należące do klasztoru stanowiły osobne opole, które będzie dawać księciu co roku wołu i krowę. Falsyfikat z 1302 dokumentu wystawionego w 1294 przez kancelarię Przemysła II potwierdził posiadłości benedynków lubińskich wymieniając w swoejej treści m.in. wieś Cichowo wraz z jeziorem Cichowo, w którym mieszkańcy wsi Dębice i Brzednia nie mieli prawa łowić, oraz jezioro Wielkie.
Historyczne dokumenty odnotowały również zwykłych mieszkańców wsi. W zapisie pochodzącym z 1444 jako świadka odnotowano kmiecia cichowskiego Michała. W 1472 pracownik Paweł Pąsioł z Cichowa sprzedał za 15 grzywien połowę łana we wsi karczmarzowi cichowskiemu Zygmuntowi, a kolejne pół łana we wsi sprzedał pracownikowi Marcinowi zwanemu Pietryga za kwotę 15 grzywien. W tym roku zakupił on także sołectwo w Szczodrochowie za 60 grzywien oraz dwie kopy groszy. Transakcję poświadczyli kmiecie cichowscy Idzi oraz Zygmunt. W 1478 Mikołaj z Cichowa, zięć Mikołaja, syna młynarza w Bieżyna, został zobowiązany do zapłaty swojemu teściowi 4 grzywien za ojcowiznę swojej żony. W 1479 młynarka ze Stankowa Jadwiga, córka Jandrzycha zmarłego kmiecia cichowskiego, skwitowała swojego brata Błażeja, kmiecia cichowskiego, ze swojej części ojcowizny oraz macierzyzny. Świadkiem w tej sprawie był Idzi kmieć cichowski.
Miejscowość odnotowano również w historycznych rejestrach poborowych. W 1510 we wsi nie było sołectwa. Odnotowano wówczas 3 łany osiadłe oraz karczmę z wyszynkiem. W 1530 miał miejsce pobór z 2 łanów w Cichowie. W 1539 po śmierci rządcy majątku Wawrzyńca Piechlika w Cichowie opat lubiński otrzymał 31 florenów w złocie oraz 50 grzywien. W 1563 pobrano podatki od 3,5 łana, karczmy oraz od dwóch komorników. W 1571 miał miejsce pobór od 3,5 łana, karczmy, 4 rybaków oraz 3 zagrodników. W latach 1580–1581 pobrano podatki od 3,5 łana oraz od jednego zagrodnika.
Wieś Cichowo położona była w 1580 roku w powiecie kościańskim województwa poznańskiego w Rzeczypospolitej Obojga Narodów.
Wskutek II rozbioru Polski w 1793, miejscowość przeszła pod władanie Prus i jak cała Wielkopolska znalazła się w zaborze pruskim. W okresie Wielkiego Księstwa Poznańskiego (1815–1848) miejscowość wzmiankowana jako Cichowo należała do wsi większych w ówczesnym pruskim powiecie Kosten rejencji poznańskiej. Cichowo należało do majątku Jerka, którego właścicielem był wówczas (1846) rząd pruski w Berlinie (w Jerce znajdował się urząd pruski). W skład majątku Jerka wchodziło łącznie 16 wsi. Według spisu urzędowego z 1837 roku Cichowo liczyło 136 mieszkańców, którzy zamieszkiwali 18 dymów (domostw).
W latach 1975–1998 miejscowość administracyjnie należała do województwa leszczyńskiego.

## Skansen i kolejka
W 1999 roku otwarto w Cichowie Skansen Filmowy Soplicowo. Zbudowano go z elementów scenografii stworzonej na potrzeby ekranizacji poematu Pan Tadeusz w reżyserii Andrzeja Wajdy. Skansen tworzą: lamus, wozownia, spichlerz, stajnia, stodoła i kurnik. Na jego terenie odbywa się corocznie wystawy i imprezy plenerowe poświęcone Mickiewiczowi, polskiej twórczości filmowej i kultywowaniu staropolskich tradycji organizowane przez Krzywińskie Towarzystwo Kulturalne.
W Cichowie swoją „Akademię zwierząt filmowych” prowadzi Marek Pinkowski.
W latach 2007–2011 w Cichowie istniała pierwsza w Polsce Lilipucia Kolejka Parkowa o rozstawie szyn 241 mm (9½″) i długości torów 927 m. Tabor stanowiły repliki wagonów i lokomotyw zbudowane w skali 1:6. W jego skład wchodził parowóz Atlantic i lokomotywa spalinowa MLs1. Na trasie były cztery przystanki Kolejka była czynna sezonowo. Przewozy sięgały 2,5 tysiąca osób (2010 rok). Ponadto istniał 130-metrowy odcinek kolejki dziecięcej o rozstawie 127 mm. Patronat nad kolejką sprawowało Stowarzyszenie Hobbystów Kolejowych. Kursowanie kolejki zostało zawieszone 21 sierpnia 2011 roku z uwagi na spory własnościowe co do gruntu, po czym infrastruktura została zdemontowana i tabor zabrany. 
Od 1 lipca 2012 roku kursuje nowa kolejka, z nowo zbudowaną infrastrukturą, również w skali 1:6, złożona z modelu lokomotywy SM42 oraz dwóch wagonów osobowych. Kolej kursuje po pętli długości 280 m, w zabytkowym parku pałacowym, z prędkością 15 km/h. Lokomotywa otrzymała nazwę „Grześ” na cześć zmarłego w 2012 roku modelarza Grzegorza Mischkego. 

Skansen Filmowy Soplicowo, widok panoramiczny.